# Subrayado (noticiero)
Subrayado es un noticiero uruguayo emitido por Canal 10 de forma ininterrumpida desde el 22 de octubre de 1971, siendo uno de los noticieros más antiguos del país. 
En la actualidad, la conducción del programa en su edición central está a cargo de Carolina García. La  edición vespertina la conducen María Noel Marrone, junto a Danilo Tegaldo y Aureliano "Nano" Folle. Luego, la edición del mediodía la conducen Paola Botti y Danilo Tegaldo, a cargo de la edición dominical está Paola Botti, y la edición  sabatina está a cargo de José Irazábal y Nicolás Vigliola. 

## Historia
Como principal antecedente, el primer servicio de noticias de Canal 10 fue el llamado Noticiero de las siete de Casa Soler, conducido por Raúl Fontaina y auspiciado por la tienda Casa Soler. Posteriormente, durante los años 60 surgiría el Telenoticiero, el cual era presentado por los periodistas Víctor Hugo Pedrozo, Barret Puig y Carlos Repetto, con la participación de los cronistas Lalo Fernández en deporte, Luis Fortunato en turf y Cristina Suárez como comentarista.
El 22 de octubre de 1971, fue creado Subrayado, iniciando sus emisiones ese mismo año, bajo la conducción del periodista Omar Defeo, siendo director del mismo hasta 1989. En la actualidad es el noticiero más visto en Uruguay.
En 1990, tras el retiro de Omar Defeo, la dupla de periodistas entre Blanca Rodríguez y Jorge Traverso comenzaron a presentar el informativo, en ese entonces en su única edición del día. En 2010 cumplieron veinte años ininterrumpidos al frente del noticiero y buque insignia del Canal 10.
En 2013 Jorge Traverso decidió retirarse de Subrayado para continuar con su ciclo de entrevistas Hablemos, en la última edición de este frente al noticiero, su compañera Blanca Rodríguez lo despidió al aire con un emotivo discurso y reconocimiento a su trayectoria y compañerismo durante tantos años. La frase «Así está el mundo amigos», reiterada por Traverso al finalizar las ediciones del noticiero central, fue declarada patrimonio nacional por la Academia Nacional de Letras de Uruguay.
Días después, se renovó la escenografía del noticiero y Blanca Rodríguez continuó al frente del mismo de forma solitaria hasta la actualidad. Dicha escenografía, nombrada como la «nave de Blanca», fue renovada el 16 de mayo de 2022, día en el que se renovó la imagen y los gráficos del informativo, además de incorporar a columnistas como Martín Charquero (en deportes).
El lunes 5 de agosto de 2024, Blanca Rodríguez anunció su despedida de la edición central, que fue emitida en directo el viernes 10 de agosto de 2024.

## Ediciones
Desde sus inicios el noticiero siempre contó con una única edición de noticias, en horario central de lunes a domingo. Las ediciones semanales hasta 2013 fueron conducidas por el ya mencionado dúo conformado por Jorge Traverso y Blanca Rodríguez, mientras que las ediciones de los días domingo por la pareja -que también lo era en la vida real- de Carolina García y Gerardo Sotelo, quien el retirarse es sustituido por Alfredo Dante. A fines de los años 90 surge una edición a la medianoche, conducida por Rosario Castillo, quien al finalizar les recordaba a los televidentes que no dejaran de soñar. 
En 2010 surge la edición al mediodía y posteriormente en 2017 la edición de la mañana, la cual dejó de emitir al poco tiempo y fue remplazada por el informativo matutino de Radio Carve.  
Con la irrupción de la pandemia de COVID-19 en Uruguay -al igual que otros noticieros- comenzó a emitir una edición previa a la edición central, finalizada la pandemia y ante el buen recibimiento que tuvo del público, se decidió mantener dicha edición hasta la actualidad.

## Cortina musical
Durante varios años, el noticiero utilizó música de archivo, como Spacelab de Kraftwerk. Luego, en la década de 1990, se utilizó de la Disquera Thomas J. Valentino, Sky Wolf de Dom Massaro, hasta la creación en los estudios Jasa/Cotelo, de la cortina "Subrayado", por parte de Carlos Cotelo, en el año 2003.
En los años electorales, y específicamente para el ciclo Subrayado electoral, así como en las coberturas durante las elecciones,  es utilizada versión Docu News de Al Capss.

## Equipo

### Subrayado mediodía
- Presentadores: Danilo Tegaldo y Paola Botti
- Deportes: Marcelo Scaglia
- Internacionales: Claudia Varela
- Policiales: María Eugenia Scognamiglio

### Subrayadotarde
- Presentadores: María Noel Marrone, Danilo Tegaldo y Aureliano Folle
- Meteorología: Nubel Cisneros
- Deportes: Roberto Moar
- Internacionales: César Sanguinetti
- Policiales: María Eugenia Scognamiglio

### Subrayadocentral
- Presentadora: Carolina García
- Policiales: Aureliano Folle  y Guillermo Lorenzo
- Deporte: Roberto Moar y Martín Charquero
- Economía: Nicolás Lussich
- Política: Ignacio Zuasnabar
- Internacionales: César Sanguinetti
- Espectáculos: Jackie Rodríguez Stratta
- Meteorología: Núbel Cisneros

En las ediciones centrales de los días sábados es presentado por la dupla de periodistas integrada por Nicolás Vigliola y José Irazábal. Mientras que los días domingo es conducido por Paola Botti.

### Equipo periodístico
Cuenta un amplio equipo de periodistas que participan de los móviles o secciones de información general. 
- Nicolás Vigliola
- Lorena Nachajón
- Silvana Goygochea
- Sebastián Giovanelli
- Verónica Chevalier
- Valeria Gil
- Valentina Villano
- María Eugenia Scognamiglio
- Martín Abreu
- Guillermo Lorenzo

### Corresponsales en el interior y el exterior
- Silvia Techera - Cerro Largo
- Willy Artus - Colonia
- Eduardo Castro -  Canelones
- Jimena Crujeira - Tacuarembó
- Willan Dialuto - Rocha
- Pablo Blanc - Paysandú
- Martín Corujo - Maldonado
- Washington Pereira - Rivera
- Sergio Martínez - Artigas
- Daniel Rojas - Río Negro
- Hugo Lemos - Salto
- Gabriel Silva - Miami, Estados Unidos

## Presentadores

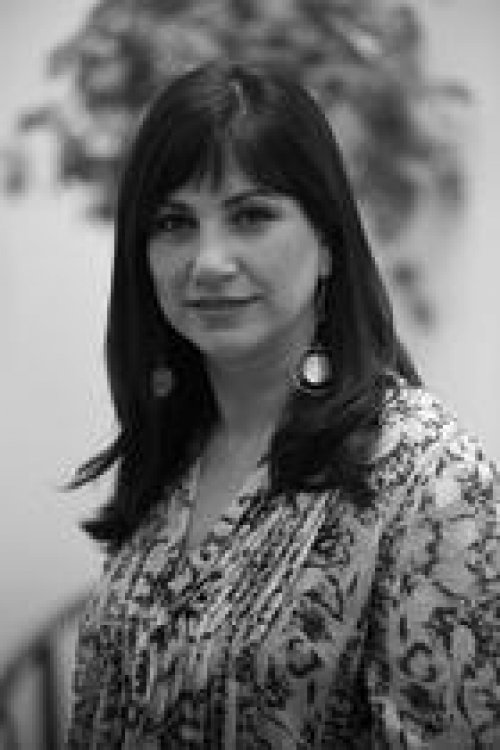
Blanca Rodríguez, conductora de la edición central desde 1990 hasta 2024.

#### Presentadores
- Omar De Feo (1971–1989)
- Angel María Luna
- Jorge Traverso (1990-2013)
- Gerardo Sotelo
- Andrea Esteves (2002-2008)
- José Sena (2002-2008)
- Rosario Castillo (2005-2012)[11]
- José Irazábal (2009-2014)
- Andrea Tabárez (2009-2014)
- Blanca Rodríguez (1990-2024)
- Carolina García (2024-Act.)

#### Presentadores de información general
- Humberto Vitureira
- Barret Puig
- Cristina Morán
- Ignacio Martirené  (2012-2015)
- María Inés Obaldía
- Camila Cibils (2007-2015)
- Daniel Rodríguez

Deportes
- Jorge da Silveira
- Carlos Muñoz
- Alberto Sonsol (2013-2021) Meteorología
- Diego Vázquez Melo